# Teófilo Vitório Ribeiro de Resende
Teófilo Vitório Ribeiro de Resende (São Paulo, 14 de janeiro de 1815 — Rio de Janeiro, 1 de julho de 1884) foi um político brasileiro.
Foi vice-presidente da província do Paraná, assumindo o cargo interinamente, de 3 de maio a 1º de setembro de 1855.